# إدوين تورنر (سياسي)
إدوين تورنر (بالإنجليزية: Edwin Turner)‏ هو سياسي أسترالي، ولد في 3 يوليو 1849، وتوفي في 4 سبتمبر 1913. نشط حزبياً في حزب التجارة الحرة. وقد انتخب عضو الجمعية التشريعية لنيو ساوث ويلز.